# Исихий Иерусалимский
Исихий Иерусалимский (греч. Ησύχιος, πρεσβύτερος ῾Ιεροσολύμων; 2-я пол. IV в. — ок. 451) — христианский пресвитер, экзегет, учитель Церкви, проповедник, ученик святителя Григория Богослова. Память совершается в Православной церкви 28 марта (10 апреля). Прославлен в лике преподобных.

## Сведения
Родился в Иерусалиме. После смерти учителя Григория Богослова Исихий принял постриг и удалился в один из Палестинских монастырей, позднее перебрался в Иерусалим. Посвящён архиепископом Иерусалима в пресвитеры в 412 году. Прославился проповедями и толкованиями Священного Писания, а также псалмами и беседами на события из земной жизни Христа, Богородицы и некоторых палестинских святых. Со временем стал одним из знаменитых учителей Церкви, пользуясь в ней большим авторитетом. Святой Феодор Студит Так, православный церковный писатель VI века Кирилл Скифопольский в «Житие иже во святых отца нашего Евфимия Великого» пишет:
«Когда лавра была освящена и имела пресвитеров Иоанна и Кириона, архиепископ рукоположил Дометиана и Домна во диаконов, а великий Евфимий радовался духом, в особенности видя с патриархом Авраамова Пассариона и богослова Исихия, которые оба были преславными светильниками, сиявшими по всей вселенной.»
Исихий исповедовал традиционную веру Церкви, выраженную в Никео-Константинопольском Символе веры, находясь под сильным влиянием учения святого Кирилла Александрийского, был противником несторианства.
Автор ряда сочинений, в том числе «Церковная история», «Комментарий на книгу Левит», комментарии на псалмы («О надписании псалмов», «Краткий комментарий» и «Большой комментарий»), «Сентенции», «Евангельская симфония» (до нас дошел только сокращённый вариант «Собрание апорий и решений»), «Схолии на Библейские песни», «Комментарий на Книгу Иова», «Схолии к Книге пророка Исаии», «Извлечение из пророков», «Главы о 12 пророках», «Главы на Книгу пророка Исаии», «Схолии к книгам малых пророков».
Точная дата смерти неизвестна. Предположительно скончался между 432 и 434 годами, по другим данным в год IV Вселенского Собора.